# UEFA Women's Champions League 2020-2021 - Qualificazioni
Questa voce raccoglie un approfondimento sulle gare del turno preliminare di qualificazione dell'edizione 2020-2021 della UEFA Women's Champions League.

## Formato
A causa della pandemia di COVID-19 e delle restrizioni applicate a livello nazionale per contrastarne la diffusione, l'UEFA ha cambiato il formato della fase di qualificazione della Women's Champions League. Invece di una fase a gironi, le qualificazioni sono state divise in due turni, nei quali le squadre partecipanti si affrontano in partite in turno unico. Al primo turno prendono parte tutte le 40 squadre partecipanti alle qualificazioni, suddivise in 10 minitornei. La suddivisione delle squadre nei minitornei è stata fatta sulla base di criteri legati alle restrizioni per arginare la pandemia di COVID-19, geografici e politici (squadre da Russia e Kosovo, Serbia e Kosovo, Bosnia-Erzegovina e Kosovo non sono state inserite nello stesso minitorneo).

## Squadre partecipanti
Alle qualificazione hanno avuto accesso 40 squadre, delle quali 38 squadre vincitrici del rispettivo campionato nazionale appartenenti alle federazioni classificate dal 13º posto in poi nella classifica del coefficiente UEFA e 2 squadre seconde classificate nel rispettivo campionato nazionale appartenenti alle federazioni classificate all'11º e 12º posto.
1. Glasgow City (36,590)
2. FK Minsk (25,270)
3. St. Pölten (23,950)
4. Spartak Subotica (20,615)
5. Gintra Universitetas (19,285)
6. Apollōn Lemesou (16,280)
7. SFK 2000 (15,960)
8. U Olimpia Cluj (14,630)
9. PAOK (10,635)
10. Anderlecht (10,125)
11. Oqjetpes (9,570)
12. Ferencváros (9,470)
13. Vllaznia (9,310)
14. Vålerenga (9,075)
15. Valur (8,580)
16. Górnik Łęczna (8,285)
17. CSKA Mosca (7,425)
18. Pomurje (6,980)
19. NSA Sofia (5,985)
20. Žytlobud-2 Charkiv (4,800)
21. Mitrovica (4,320)
22. Slovan Bratislava (4,320)
23. Breznica (3,990)
24. Benfica (3,960)
25. Ramat HaSharon (3,650)
26. HJK (3,465)
27. KÍ Klaksvík (3,325)
28. Spalato (3,310)
29. Flora Tallinn (2,485)
30. Peamount United (2,475)
31. ALG Spor (2,475)
32. Linfield (1,660)
33. Rīgas FS (1,330)
34. Swansea City (1,155)
35. Birkirkara (0,830)
36. Agarista-ȘS Anenii Noi (0,165)
37. Alaškert (0,000)
38. Lanchkhuti (0,000)
39. RFCU Lussemburgo (0,000)
40. Kamenica Sasa (0,000)

## Primo turno di qualificazione

### Sorteggio
Il sorteggio per il primo turno di qualificazione si è tenuto a Nyon il 22 ottobre 2020. Le partite si sono disputate in gara unica il 3 e il 4 novembre 2020.
| Gruppo 1                       | Gruppo 1               | Gruppo 2                         | Gruppo 2                           | Gruppo 3                    | Gruppo 3                | Gruppo 4                | Gruppo 4                 |
| Teste di serie                 | Non teste di serie     | Teste di serie                   | Non teste di serie                 | Teste di serie              | Non teste di serie      | Teste di serie          | Non teste di serie       |
| ------------------------------ | ---------------------- | -------------------------------- | ---------------------------------- | --------------------------- | ----------------------- | ----------------------- | ------------------------ |
| Minsk CSKA Mosca               | Flora Tallinn Rīgas FS | Spartak Subotica Pomurje         | Breznica Agarista Anenii Noi       | Oqjetpes Žytlobud-2 Charkiv | Alaškert Lanchkhuti     | Vålerenga Valur         | HJK KÍ Klaksvík          |
| Gruppo 5                       | Gruppo 5               | Gruppo 6                         | Gruppo 6                           | Gruppo 7                    | Gruppo 7                | Gruppo 8                | Gruppo 8                 |
| Teste di serie                 | Non teste di serie     | Teste di serie                   | Non teste di serie                 | Teste di serie              | Non teste di serie      | Teste di serie          | Non teste di serie       |
| Apollon Limassol Górnik Łęczna | Spalato Swansea City   | Gintra Universitetas Ferencváros | Slovan Bratislava RFCU Lussemburgo | St. Pölten NSA Sofia        | Mitrovica Kamenica Sasa | Glasgow City Anderlecht | Peamount United Linfield |
| Gruppo 9                       | Gruppo 9               | Gruppo 10                        | Gruppo 10                          |                             |                         |                         |                          |
| Teste di serie                 | Non teste di serie     | Teste di serie                   | Non teste di serie                 |                             |                         |                         |                          |
| Olimpia Cluj PAOK Salonicco    | Benfica Birkirkara     | SFK 2000 Vllaznia                | Ramat HaSharon ALG Spor            |                             |                         |                         |                          |

### Risultati
| Squadra 1            | Risultato             | Squadra 2              |
| -------------------- | --------------------- | ---------------------- |
| CSKA Mosca           | 2 - 0                 | Flora Tallinn          |
| Spartak Subotica     | 4 - 0                 | Agarista-ȘS Anenii Noi |
| Žytlobud-2 Charkiv   | 9 - 0                 | Alaškert               |
| Valur                | 3 - 0                 | HJK                    |
| Górnik Łęczna        | 4 - 1                 | Spalato                |
| Gintra Universitetas | 4 - 0                 | Slovan Bratislava      |
| St. Pölten           | 2 - 0                 | Mitrovica              |
| Anderlecht           | 8 - 0                 | Linfield               |
| PAOK                 | 1 - 3                 | Benfica                |
| Vllaznia             | 3 - 3 (dts) (3-2 dtr) | ALG Spor               |
| FK Minsk             | 3 - 0                 | Rīgas FS               |
| Pomurje              | 3 - 0                 | Breznica               |
| Oqjetpes             | 1 - 2 (dts)           | Lanchkhuti             |
| Vålerenga            | 7 - 0                 | KÍ Klaksvík            |
| Apollōn Lemesou      | 3 - 0                 | Swansea City           |
| Ferencváros          | 6 - 1                 | RFCU Lussemburgo       |
| NSA Sofia            | 3 - 1                 | Kamenica Sasa          |
| Glasgow City         | 0 - 0 (dts) (6-5 dtr) | Peamount United        |
| U Olimpia Cluj       | 2 - 1                 | Birkirkara             |
| SFK 2000             | 4 - 0                 | Ramat HaSharon         |

### Partite
| Arbitro: | Alexandra Deligianni |

|                                 |           |                |
| Y. Vella 56’ (aut.) Ciolacu 63’ | Marcatori | 45+11’ Sultana |

| Arbitro: | Meitar Shemesh |

|                                 |                      |                                         |
| Gjini 7’, 70’ Bajraktari 120+2’ | Marcatori            | 53’ Seyfatdinova 73’ Arhan 118’ Civelek |
| Doçi Franja Bajraktari Gjini    | Tiri di rigore 3 – 2 | Topçu Arhan Yanaç Hız Ecem Esen         |

| Arbitro: | Irena Velevačkoska |

|                                                   |           |  |
| Kapetanović 45’ Kuč 67’ Milinković 76’ Jelčić 83’ | Marcatori |  |

| Arbitro: | Emanuela Rusta |

|                                                        |           |                   |
| Ivanuša 6’ Vágó 7’, 62’ Pusztai 42’, 45+3’ Cameron 58’ | Marcatori | 25’ Silva Machado |

| Arbitro: | Cansu Tiryaki |

|              |           |                    |
| Nurusheva 5’ | Marcatori | 62’, 95’ Ch'q'onia |

| Arbitro: | Oxana Cruc |

|                                                  |           |  |
| Kubičnaja 18’ Šmatko 58’ (rig.) Akaba 80’ (rig.) | Marcatori |  |

| Arbitro: | Marina Krupskaja |

|                                         |           |                 |
| Penkova 17’, 45+1’ Georgieva 44’ (aut.) | Marcatori | 35’ Dimitrovska |

| Arbitro: | Ana Terteleac |

| |           |  |
| Filenko 6’ Kalinina 38’ (rig.), 46’ Malachova 42’ Tytova 50’ (rig.) Andruchiv 56’ Panculaja 78’, 81’, 87’ | Marcatori |  |

| Arbitro: | Catarina Campos |

|                           |           |  |
| Kolbl 39’, 65’ Kajzba 80’ | Marcatori |  |

| Arbitro: | Kirsty Dowle |

|             |           |                                    |
| Vardali 57’ | Marcatori | 3’ de Araújo 44’ Lacasse 61’ Amado |

| Arbitro: | Kulmala |

|                                                       |           |  |
| Kass 66’ Carchio 79’ Mucherera 85’ Corneil 90’ (rig.) | Marcatori |  |

| Arbitro: | Justina Lavrenovaitė-Perez |

|                                |           |  |
| Hardy 5’ Freda 44’ (rig.), 56’ | Marcatori |  |

| Arbitro: | Jelena Međedović |

|                              |           |  |
| Smirnova 57’ Bespalikova 79’ | Marcatori |  |

| Arbitro: | Katarzyna Lisiecka-Sęk |

|                           |           |  |
| Klein 26’ Eder 61’ (rig.) | Marcatori |  |

| Arbitro: | Maika Vanderstichel |

|                                                   |           |  |
| Jónsdóttir 8’ Jensen 20’ Edvardsdóttir 36’ (rig.) | Marcatori |  |

| Arbitro: | Louise Thompson |

|                                            |           |           |
| Hmírová 32’, 71’ Karczewska 68’ Zdunek 78’ | Marcatori | 77’ Medić |

| Arbitro: | Ioanna Allayiotou |

|                                                                                |           |  |
| Jensen 23’ (rig.) Nchout 25’, 70’ Thomsen 27’ Tomter 79’ Bott 81’ Nygard 90+1’ | Marcatori |  |

| Arbitro: | Merima Čelik |

|                                      |           |  |
| Filipović 32’ Slović 60’, 70’, 90+2’ | Marcatori |  |

| Arbitro: | Michèle Schmölzer |

|                                                                         |           |  |
| De Neve 10’, 40’ Wijnants 11’, 17’ De Caigny 31’, 66’ Wullaert 43’, 72’ | Marcatori |  |

| Arbitro: | Sabina Bolić |

|                                                 |                      |                                                                 |
| Ross Howat Crichton Fulton Love McLauchlan Wyne | Tiri di rigore 6 – 5 | Smyth-Lynch McEvoy O'Gorman Ryan-Doyle Duggan Walsh O'Callaghan |

## Secondo turno di qualificazione

### Sorteggio
Il sorteggio per il secondo turno di qualificazione si è tenuto a Nyon il 6 novembre 2020. Le partite si sono disputate in gara unica il 18 e il 19 novembre 2020.
| Gruppo 1                              | Gruppo 1                | Gruppo 2               | Gruppo 2            | Gruppo 3                  | Gruppo 3                     |
| Teste di serie                        | Non teste di serie      | Teste di serie         | Non teste di serie  | Teste di serie            | Non teste di serie           |
| ------------------------------------- | ----------------------- | ---------------------- | ------------------- | ------------------------- | ---------------------------- |
| Gintra Universitetas Apollon Limassol | Vålerenga Górnik Łęczna | Anderlecht Ferencváros | Pomurje Benfica     | Spartak Subotica SFK 2000 | NSA Sofia Žytlobud-2 Charkiv |
| Gruppo 4                              | Gruppo 4                | Gruppo 5               | Gruppo 5            |                           |                              |
| Teste di serie                        | Non teste di serie      | Teste di serie         | Non teste di serie  |                           |                              |
| Glasgow City St. Pölten               | Valur CSKA Mosca        | Minsk Olimpia Cluj     | Vllaznia Lanchkhuti |                           |                              |

### Risultati
| Squadra 1            | Risultato             | Squadra 2          |
| -------------------- | --------------------- | ------------------ |
| Górnik Łęczna        | 2 - 1                 | Apollōn Lemesou    |
| Pomurje              | 4 - 1                 | Ferencváros        |
| NSA Sofia            | 0 - 7                 | Spartak Subotica   |
| Valur                | 1 - 1 (dts) (3-4 dtr) | Glasgow City       |
| Vllaznia             | 0 - 2                 | FK Minsk           |
| Gintra Universitetas | 0 - 7                 | Vålerenga          |
| Anderlecht           | 1 - 2                 | Benfica            |
| SFK 2000             | 0 - 2                 | Žytlobud-2 Charkiv |
| St. Pölten           | 1 - 0                 | CSKA Mosca         |
| U Olimpia Cluj       | 0 - 1                 | Lanchkhuti         |

### Partite
| Arbitro: | Lois Otte |

|                                        |           |                     |
| Kolbl 27’ Korošec 37’ (rig.), 73’, 80’ | Marcatori | 53’ (rig.) Mosdóczi |

| Arbitro: | Marina Aufschnaiter |

|  |           |                                                                          |
|  | Marcatori | 10’ (rig.) Slović 19’ Filipović 42’, 72’, 90+3’ Matić 69’ Ćirić 74’ Baka |

| Arbitro: | Aleksandra Česen |

|                                                                              |                      |                                      |
| Edvardsdóttir 80’                                                            | Marcatori            | 51’ Crichton                         |
| Jónsdóttir Gísladóttir Jensen H. Eiríksdóttir Halldórsdóttir A. Eiríksdóttir | Tiri di rigore 3 – 4 | Crichton Fulton Love Wade Shine Wyne |

| Arbitro: | Lizzy van Der Helm |

|                        |           |                 |
| Kamczyk 81’ Zdunek 83’ | Marcatori | 3’ (rig.) Freda |

| Arbitro: | Henrikke Nervik |

|           |           |                 |
| Tison 55’ | Marcatori | 62’, 78’ Raysla |

| Arbitro: | Victoria Beyer |

|  |           | |
|  | Marcatori | 19’ Sigurðardóttir 33’ Madsen 45+1’, 61’ Stefanović 62’ Nchout 70’ (aut.) Neverdauskaitė 89’ Jensen |

| Arbitro: | María Dolores Martínez Madrona |

|  |           |                          |
|  | Marcatori | 9’ Panculaja 29’ Kravčuk |

| Arbitro: | Zuzana Valentová |

|  |           |               |
|  | Marcatori | 68’ Ch'q'onia |

| Arbitro: | Abigail Marriott |

|  |           |                        |
|  | Marcatori | 33’ Sas 84’ Charlanova |

| Arbitro: | Jelena Pejković |

|                 |           |  |
| Eder 60’ (rig.) | Marcatori |  |